# Алакуйлак (Кітабський район)
39°09′08″ пн. ш. 66°50′19″ сх. д. / 39.15222° пн. ш. 66.83861° сх. д.
Алакуйлак (узб. Alaqoʻyliq, Алақўйлиқ) — міське селище в Узбекистані, в Кітабському районі Кашкадар'їнської області.
Статус міського селища з 2009 року.